# Patrick von Gunten
Patrick von Gunten (* 10. Februar 1985 in Biel/Bienne) ist ein ehemaliger Schweizer Eishockeyspieler, der über viele Jahre beim EHC Kloten in der National League unter Vertrag stand.

## Karriere

### Vereine
Von Gunten begann seine Karriere in den Nachwuchsmannschaften des EHC Biel und gab in der Saison 2002/03 sein Debüt in der Nationalliga B (NLB) für seinen Klub. 2004 und 2006 wurde er mit dem EHC Meister der NLB. Am Ende der Spielzeit 2005/06 wechselte er zum Partnerklub des EHC, den Kloten Flyers. Dort spielte er an der Seite von Radek Hamr und erreichte sechs Tore und 17 Assists in 44 Saisonspielen. Nach der Spielzeit 2006/07 wurde er durch die NLA aufgrund der gezeigten Leistungen als Newcomer des Jahres ausgezeichnet. Nach der Saison 2010/11 zog von Gunten eine vertragliche Ausstiegsklausel für einen Auslandtransfer und wechselte zu den Frölunda Indians nach Schweden. Im Februar 2012 wurde er erneut von den Flyers verpflichtet, wobei der Vertrag ab der Saison 2012/13 galt.
Von Gunten trat Ende 2018 aus gesundheitlichen Gründen vom Leistungssport zurück.

### Nationalmannschaft

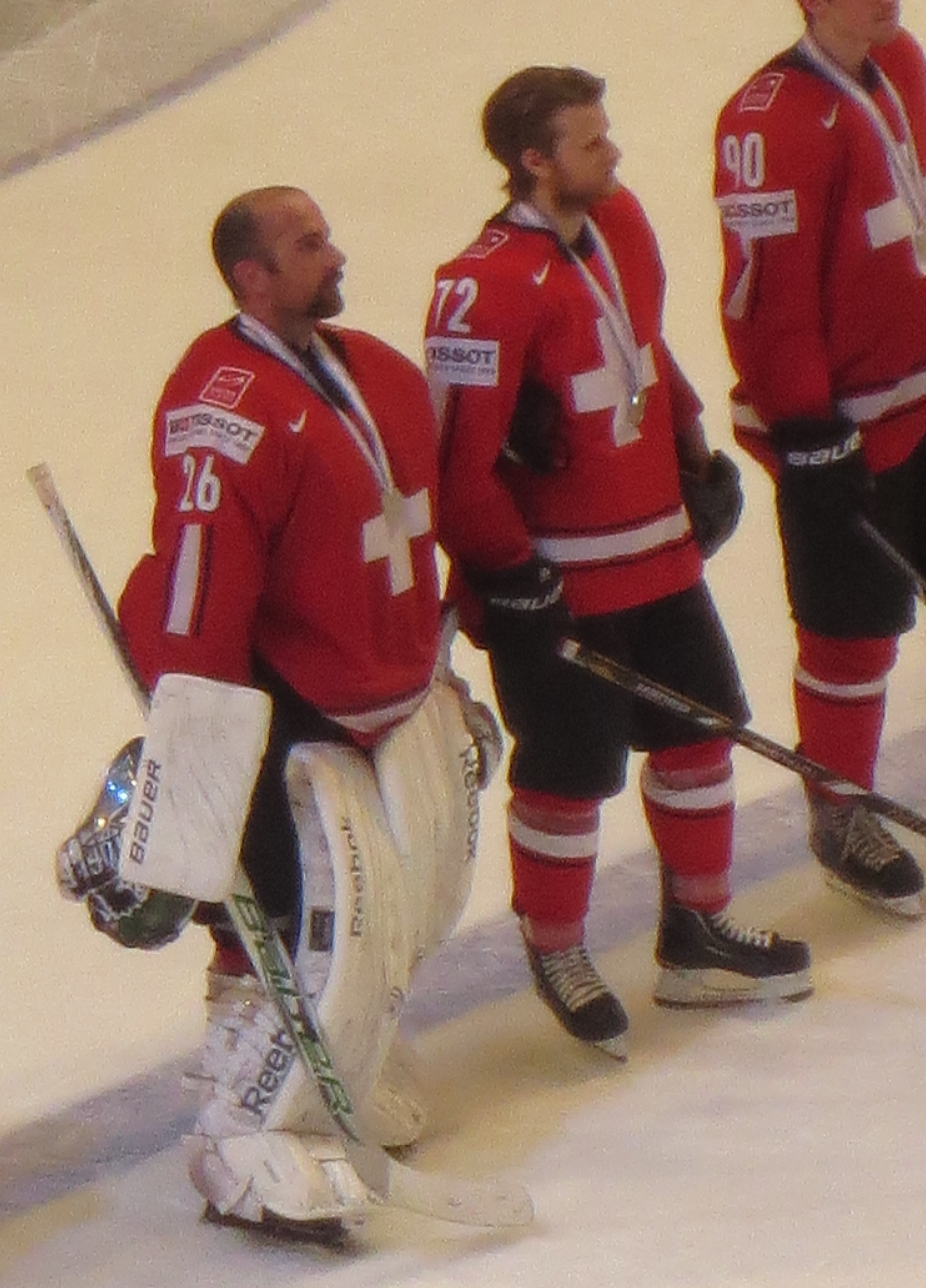
Von Gunten (Mitte) mit der Silbermedaille der Weltmeisterschaft 2013

Von Gunten nahm an der U20-Junioren-Weltmeisterschaft 2005 und der U18-Weltmeisterschaft 2003 teil. Zur Vorbereitung der Weltmeisterschaft 2007 wurde er auch bei Testspielen der Herrennationalmannschaft eingesetzt, schaffte es aber nicht in das Kader für das Turnier. Im Jahr 2010 nahm er mit der Nationalmannschaft an den Olympischen Winterspielen in Vancouver teil. 2012 nahm er das erste Mal an einer A-Weltmeisterschaft teil.
Bei der Weltmeisterschaft 2013 in Stockholm und Helsinki war er erneut Teil der Nationalmannschaft und errang mit dieser die Silbermedaille.

## Erfolge und Auszeichnungen

### National
- Schweizer NLB-Meister 2004 und 2006
- Schweizer Newcomer des Jahres 2007
- Vize-Schweizer-Meister 2009 mit den Kloten Flyers

### International
- 2013 Silbermedaille bei der Weltmeisterschaft

## Karrierestatistik

### Nationalmannschaft
(Legende zur Spielerstatistik: Sp oder GP = absolvierte Spiele; T oder G = erzielte Tore; V oder A = erzielte Assists; Pkt oder Pts = erzielte Scorerpunkte; SM oder PIM = erhaltene Strafminuten; +/− = Plus/Minus-Bilanz; PP = erzielte Überzahltore; SH = erzielte Unterzahltore; GW = erzielte Siegtore; 1 Play-downs/Relegation; Kursiv: Statistik nicht vollständig)